# Consell d'Estat de Luxemburg
El Consell d'Estat de Luxemburg (en luxemburguès: Staatsrot, en francès: Conseil d'État, en alemany: Staatsrat) és una institució de Luxemburg que assessora la legislatura nacional, la Cambra de Diputats. Fins a l'1 de gener de 1997, també va ser el tribunal administratiu suprem del país, però aquesta funció va ser cedida a l'acabat de crear Tribunal Administratiu i d'apel·lació administrativa (en francès: tribunal administratif et Cour administrative en appel).
El Consell d'Estat va ser creat pel rei-Gran Duc Guillem III al Cop d'Estat de 1856. Originàriament va ser completament nomenats els seus membres pel Gran Duc, però això va ser canviat el 1866, i, malgrat el retrocés de molts canvis provocats després del cop d'Estat, el Consell d'Estat s'ha mantingut.

## Composició
El Consell d'Estat consta de vint-i-un regidors, que són nomenats pel Gran Duc. D'ells, almenys onze ha de tenir el doctorat en dret. Cap regidor s'aplica als membres de la Família Gran Ducal, que poden ser només nomenats com a «membres addicionals» del Consell. La condició de membre està restringida als nacionals luxemburguesos, que resideixin en el Gran Ducat, estiguin en possessió dels seus drets civils i polítics, i tinguin almenys 30 anys. La restricció final no s'aplica a l'hereu del Gran Ducat, que pot ser nomenat tan bon punt se li concedeixi aquest títol.

## Consellers actuals
A data de 23 de novembre de 2013, els membres del Consell d'Estat eren:
| Càrrec         | Nom                     | Nominador | Nominador | Inici mandat           |
| -------------- | ----------------------- | --------- | --------- | ---------------------- |
| President      | Viviane Ecker           |           | LSAP      | 29 de març de 2001     |
| Vicepresidents | Agnès Durdu             |           | DP        | 7 d'abril de 2006      |
| Vicepresidents | Georges Wivenes         |           | CSV       | 1 d'agost de 2006      |
| Consellers     | Guillem, Gran Duc hereu | #         | Gran Duc  | 10 de juny de 2006     |
| Consellers     | Albert Rodesch          |           | LSAP      | 13 de febrer de 2003   |
| Consellers     | Romain Nati             |           | LSAP      | 15 d'octubre de 2004   |
| Consellers     | René Kollwelter         |           | LSAP      | 29 d'abril de 2005     |
| Consellers     | Schaefer Marc           |           | LSAP      | 18 de desembre de 2006 |
| Consellers     | Patrick Santer          |           | CSV       | 27 d'abril de 2009     |
| Consellers     | Lydie Lorang            |           | CSV       | 1 de febrer de 2010    |
| Consellers     | Charles Lampers         |           | CSV       | 28 de febrer de 2011   |
| Consellers     | Martine Deprez          |           | CSV       | 31 d'octubre de 2012   |
| Consellers     | Christophe Schiltz      |           | LSAP      | 28 de novembre de 2013 |
| Consellers     | Lucien Lux              |           | LSAP      | 24 de desembre de 2013 |
| Consellers     | Mike Mathias            |           | Els Verds | 28 d'abril de 2014     |
| Consellers     | Alain Kinsch            |           | DP        | 4 de febrer de 2015    |
| Consellers     | Marc Thewes             |           | CSV       | 4 de febrer de 2015    |
| Consellers     | Jeannot Nies            |           | CSV       | 11 de maig de 2015     |
| Consellers     | Sam Tanson              |           | Els Verds | 7 de juny de 2015      |
| Consellers     | Dan Theisen             |           | DP        | 10 de juny de 2015     |
| Consellers     | Héloïse Bock            |           | DP        | 25 de juliol de 2015   |
| Consellers     | Marc Colas              |           | CSV       | none                   |